# گروسا
گروسا (به فرانسوی: Grossa) یک کمون در فرانسه است که در Canton of Sartène واقع شده‌است.

## خصوصیات
گروسا ۱۸٫۳۶ کیلومترمربع مساحت و ۵۴ نفر جمعیت دارد و ۳۲۵ متر بالاتر از سطح دریا واقع شده‌است.